# Pupilla bigranata
Pupilla bigranata is een slakkensoort uit de familie van de Pupillidae. De wetenschappelijke naam van de soort is voor het eerst geldig gepubliceerd in 1839 door Rossmassler.